# Laurens Hoogteiling
Laurens Abraham Hoogteiling (Dordrecht, 10 mei 1918 - bij Terschelling, 22 november 1942) was een Nederlands piloot. Hij diende als sergeant-vlieger tijdens de Tweede Wereldoorlog bij de RAF.

## Evacuatie
Toen de Tweede Wereldoorlog uitbrak, was Hoogteiling met zijn onderdeel op training in Airpark Haamstede op Schouwen-Duiveland. Tijdens de Duiste inval werden op 13 mei 1940 al hun vliegtuigen door Duitse bommen vernield. Hun commandant besloot zijn 57 mannen te evacueren, waarvoor ze eerst naar Zierikzee moesten lopen. Vandaar bracht een marineschip ze naar Vlissingen en vandaar gingen ze met een Franse torpedobootjager naar Breskens. Met bussen en treinen bereikten ze Caen waar zij zich samenvoegden met een groep die al eerder van Airpark Vlissingen was gekomen. De groep was inmiddels gegroeid tot 230 man. Op 22 mei vertrokken ze per trein naar Cherbourg, waar de groep uitgebreid werd met 51 infanterie militairen. Ze werden door de Batavier 2 naar Milford Haven in Wales gebracht, en ondergebracht in kampen in Haverfordwest en de RAF Marine Unit in Porthcawl. Vandaar werden ze doorgestuurd naar Nr 6 School of Technical Training in Engeland. Hoogteiling werd ingedeeld bij het 320 Dutch Squadron RAF.
In de nacht van 13 op 14 oktober vloog hij uit met Charles van Heugten, Jacob de Ligt (vliegtuigtelegrafist) en J L Sluijter (leerling-vlieger) om bombardementen op schepen uit te voeren.
Op 22 november 1942 vlogen ze weer uit, Sluijter was door J.A. den Ouden vervangen. Hun Hudson EW 903 verongelukte ten noorden van Terschelling. Er waren geen overlevenden.